# Agriotypus chaoi
Agriotypus chaoi là một loài tò vò trong họ Ichneumonidae.